# Centre de l'Harmonia
El Centre de l'Harmonia (letó Saskaņas Centrs, SC, rus Центр согласия) fou una coalició política socialdemòcrata de Letònia.
Es va formar el 2005 pel Partit de l'Harmonia Nacional, el Partit Socialista Letó i el Nou Centre. El seu cap era el periodista Nils Ušakovs (el primer president fou Sergejs Dolgopolovs, regidor de Riga i cap de Nou Centre).
A les eleccions legislatives letones de 2006 va obtenir 17 escons, la quarta força del parlament i el segon partit de l'oposició. Pel gener de 2009 se'ls va unir la Unió Socialdemòcrata (Sociāldemokrātu savienība, SDS).
A les eleccions europees de 2009 fou la segona força més votada, amb gairebé el 20% dels vots i dos eurodiputats. A les eleccions de 2010 va ser la segona força més votada, obtenint 29 escons al Saeima, amb un 26,04% dels sufragis. La coalició va participar en les eleccions de 2010 integrada pel Partit Socialdemòcrata "Harmonia" (SDPS), el Partit Socialista Letó (LSP) i el Partit de Daugavpils (DPP). Aquest últim va integrar-se al SDPS el 2011.
Al 2014 la coalició finalment es va dissoldre, separant-se els integrants que quedaven.

## Resultats electorals

### Eleccions legislatives
| Any  | Líder            | Resultats | Resultats | Resultats | Resultats | Pos. | Govern   |
| Any  | Líder            | Vots      | %         | Escons    | +/–       | Pos. | Govern   |
| ---- | ---------------- | --------- | --------- | --------- | --------- | ---- | -------- |
| 2006 | Jānis Urbanovičs | 130,887   | 14.52     | 17 / 100  | Nou       | 4t   | Oposició |
| 2010 | Jānis Urbanovičs | 251,400   | 26.61     | 29 / 100  | 12        | 2n   | Oposició |
| 2011 | Nils Ušakovs     | 259,930   | 28.62     | 31 / 100  | 4         | 1r   | Oposició |
| 2014 | Nils Ušakovs     | 209,887   | 23.15     | 24 / 100  | 4         | =    | Oposició |

### Eleccions europees
| Any  | Líder          | Resultats | Resultats | Resultats | Resultats | Pos. |
| Any  | Líder          | Vots      | %         | Escons    | +/–       | Pos. |
| ---- | -------------- | --------- | --------- | --------- | --------- | ---- |
| 2009 | Alfrēds Rubiks | 154,894   | 19.93     | 2 / 8     | Nou       | 2n   |